# SR Delémont
O SR Delémont ou SRD é um clube de futebol com sede em Delémont, Suíça. A equipe compete na Swiss 1. Liga.

## História
O clube foi fundado em 1909. 